# Gran Premio motociclistico del Belgio 1954
Il Gran Premio motociclistico del Belgio fu il quarto appuntamento del motomondiale 1954.
Si svolse il 4 luglio 1954 presso il circuito di Spa-Francorchamps, ed erano in programma le classi 350, 500 e sidecar.
La gara della 350 fu funestata dall'incidente mortale occorso all'australiano Gordon Laing, finito fuori strada mentre cercava di evitare la moto del canadese Roy Godwin, caduto poco prima. La gara fu vinta da Ken Kavanagh, amico di Laing.
In 500 Geoff Duke ottenne la prima vittoria stagionale.
Nei sidecar altra vittoria britannica, con Eric Oliver.

## Classe 500

### Arrivati al traguardo
| Pos. | Pilota         | Moto       | Tempo        | Punti |
| ---- | -------------- | ---------- | ------------ | ----- |
| 1    | Geoff Duke     | Gilera     | 1h 12' 03" 8 | 8     |
| 2    | Ken Kavanagh   | Moto Guzzi | +1' 12" 2    | 6     |
| 3    | Léon Martin    | Gilera     | +1' 58" 1    | 4     |
| 4    | Bob McIntyre   | AJS        | +2' 24" 3    | 3     |
| 5    | Keith Campbell | Norton     | +1 giro      | 2     |
| 6    | Peter Murphy   | Matchless  | +1 giro      | 1     |
| 7    | Jack Ahearn    | Norton     | +1 giro      |       |
| 8    | Harold Clark   | Norton     | +1 giro      |       |
| 9    | Auguste Goffin | Norton     | +1 giro      |       |
| 10   | Dennis Lashmar | BSA        | +1 giro      |       |
| 11   | Philip Heath   | Norton     | +1 giro      |       |
| 12   | Raoul Gerrebos | Norton     | +1 giro      |       |
| 13   | Bob Matthews   | Norton     | +1 giro      |       |
| 14   | Tom McCleary   | Matchless  | +2 giri      |       |

### Ritirati
| Pilota             | Moto       | Motivo ritiro      |
| ------------------ | ---------- | ------------------ |
| Georg Braun        | Horex      |                    |
| Reg Armstrong      | Gilera     |                    |
| Rod Coleman        | AJS        |                    |
| Pierre Monneret    | Gilera     | caduta             |
| Leo-Trevor Simpson | AJS        |                    |
| Fergus Anderson    | Moto Guzzi |                    |
| Enrico Lorenzetti  | Moto Guzzi |                    |
| Roland Schnell     | Horex      |                    |
| Ray Amm            | Norton     | problemi meccanici |
| Maurice Quincey    | Norton     |                    |

## Classe 350

### Arrivati al traguardo
| Pos. | Pilota            | Moto       | Tempo     | Punti |
| ---- | ----------------- | ---------- | --------- | ----- |
| 1    | Ken Kavanagh      | Moto Guzzi | 56' 56" 3 | 8     |
| 2    | Fergus Anderson   | Moto Guzzi | +54" 7    | 6     |
| 3    | Siegfried Wünsche | DKW        | +1' 28" 7 | 4     |
| 4    | Enrico Lorenzetti | Moto Guzzi | +2' 06" 7 | 3     |
| 5    | Leo Simpson       | AJS        |           | 2     |
| 6    | Bob McIntyre      | AJS        |           | 1     |
| 7    | Auguste Goffin    | Norton     |           |       |
| 8    | Peter Murphy      | AJS        |           |       |
| 9    | Bryen             | Norton     |           |       |
| 10   | Maurice Quincey   | Norton     |           |       |

## Classe sidecar

### Arrivati al traguardo
| Pos | Pilota           | Passeggero       | Moto   | Tempo   | Punti |
| --- | ---------------- | ---------------- | ------ | ------- | ----- |
| 1   | Eric Oliver      | Les Nutt         | Norton | 44' 40" | 8     |
| 2   | Wilhelm Noll     | Fritz Cron       | BMW    | +45"    | 6     |
| 3   | Cyril Smith      | Stanley Dibben   | Norton | +1' 43" | 4     |
| 4   | Fritz Hillebrand | Manfred Grunwald | BMW    | +2' 33" | 3     |
| 5   | Walter Schneider | Hans Strauß      | BMW    | +2' 34" | 2     |
| 6   | Julien Deronne   | Jules Nies       | BMW    | +3' 08" | 1     |

## Fonti e bibliografia
- Gilera 500 (Duke) e Guzzi 350 (Kavanagh) vincono a Francorchamps nel G.P. del Belgio, in Corriere dello Sport, 5 luglio 1954,  p. 6. URL consultato il 15 febbraio 2022.
- Risultati della 500 su autosport.com, su autosport.com.